# 第倫桃
第倫桃，別稱擬琵琶、第伦桃等，為五椏果科五椏果屬植物。果肉含粘液果膠帶酸味，可製酸味飲料、果汁或果醬。在印度，第倫桃果實的萼片可作蔬菜食用；在馬來西亞，其果實可加入咖喱，果肉則用於洗髮。果肉亦有止咳、解熱之效；葉及樹皮可作收斂劑，葉的汁液可治禿頭，樹皮可治鵝口瘡。第倫桃的葉因與枇杷叶相似，故而有拟枇杷的別稱。第倫桃的果實外層包著肥厚的萼片，看似綠色的桃子，故而得名。
其种加词“indica”意为“印度的”。
现接受名为菲岛五桠果（Dillenia philippinensis Rolfe, 1884)。

## 分佈和生境
第倫桃原產於中國、印度、馬來西亞、夏威夷，現分布於中國、台灣、印度、斯里蘭卡、馬來西亞、中南半島、菲律賓及印尼爪哇等地；中國國內分布於雲南南部，福建福州及廈門也有引種。喜生於山谷溪旁水濕地帶，土壤需排水好，喜高溫多濕環境，喜全日或半日照，耐旱，耐強風吹襲，不耐寒，生長適溫23－32攝氏度，板根具有抓地之效，不適合在鹼性土壤中生長，以肥沃壤土為佳，播種法繁殖。

## 形態特徵
第倫桃是一種常綠半落葉中喬木植物，胸徑寬約1米，高約20－25米；花期春夏季，果期冬季。
- 樹皮平滑，紅褐色，呈大塊薄片狀脫落；嫩枝粗壯，披褐色柔毛；老枝無毛，有明顯的脫葉痕；小枝密生於主枝條末端。
- 葉為單葉互生，倒卵形或矩圓形，薄革質；葉頂端近圓形，有長約1厘米的短尖頭，基部圓形或廣楔形，不等側；葉緣粗鋸齒或疏齒狀，葉面皺摺，表面及背面初披柔毛，其後柔毛脫落，僅在背脈上有毛，長約15－40厘米，寬約6－14厘米；葉側脈平行，25－56對，脈間相隔5－8毫米，整齊而明顯，乾後表面及背面均突起；葉柄有狹窄的翅，基部稍擴大，長約5－7厘米；無托葉。
- 花單生於近枝頂的葉腋內，直徑約12－20厘米；花梗粗壯披毛；萼片5枚，近圓形，肥厚肉質，外側披柔毛，直徑約3－6厘米，有時基部厚達1厘米；花瓣5枚，倒卵形，白色，長約7－9厘米；雄蕊發育完全，無退化雄蕊，外輪數目較多，內輪較少及比外輪長；花藥頂孔裂開，長於花絲；花柱線形，頂端向外彎；心皮16－20枚，胚珠於每心皮多個。
- 果為漿果，圓球形，外被五片互相疊蓋的多纖維肥厚肉質宿存萼片，光滑不開裂，甚為堅實，成熟時黃褐色，直徑約10－15厘米，重達1公斤[13]；果肉含透明黏液有大量果膠，酸味，可抽出製成果醬或飲料。
- 種子腎臟形，壓扁，邊緣有毛，藏於透明黏液之果肉中。[3][4][6][10][11][12]

第倫桃的花與果不易區分，在於花萼肥厚，花朵開放前緊密包裹，花謝之後又會合上，果實成熟也不再裂開，所以大部分的時間看來就是一個球體，除非剝開，否則難以看出是花是果。

## 用途
台灣的第倫桃最早是在1901年由夏威夷引進。早期引進臺灣應該是當作果樹，後來幾乎只是作為景觀樹木利用，現在不少公園與校園中都可看到。較少做為行道樹，因碩大果實落地可能傷人，粘液也容易讓人車滑倒。

## 外部連結
- 第倫桃 （页面存档备份，存于）中國自然標本館物種相冊

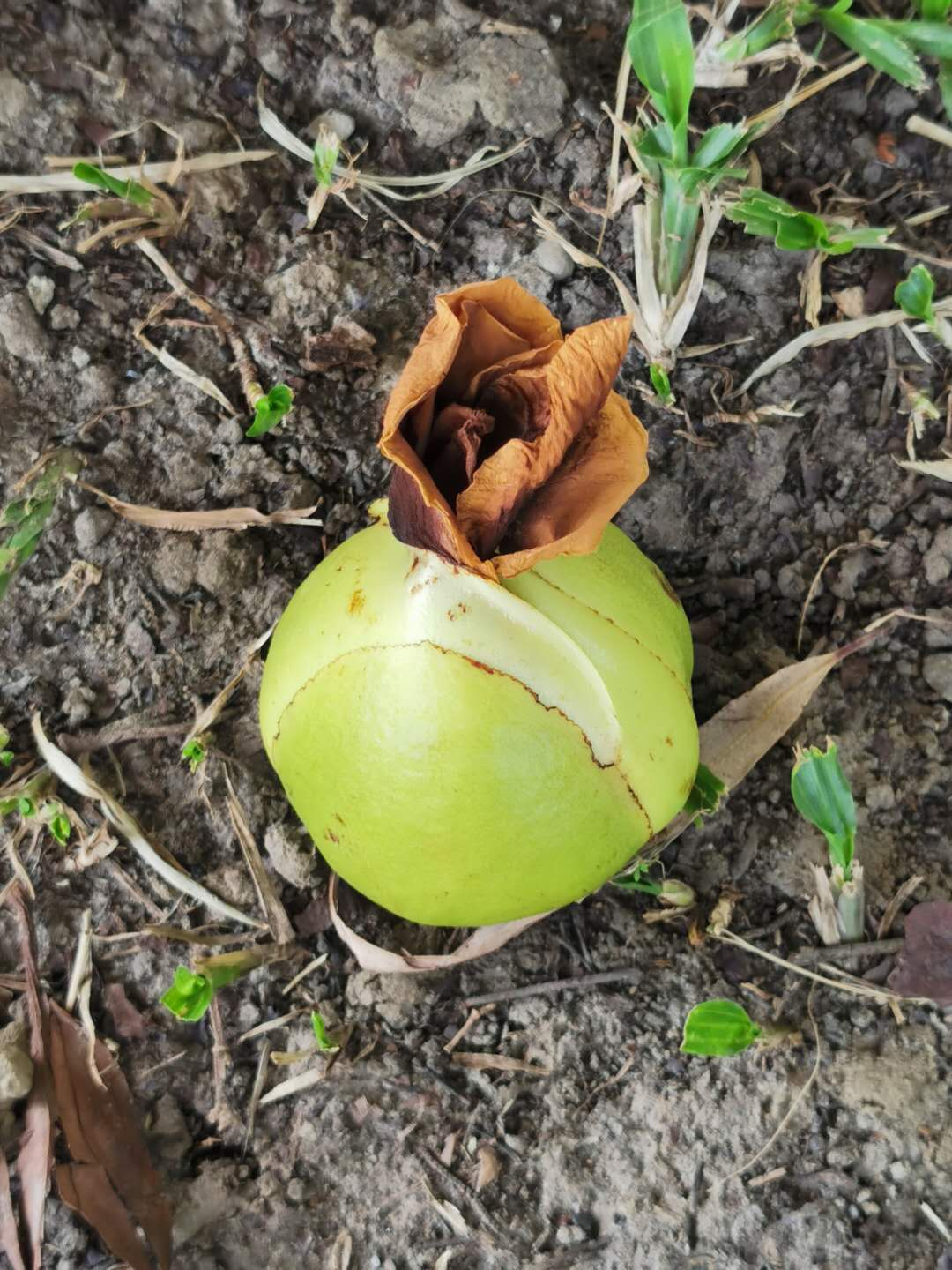
果實（攝於台灣台中）

- Dillenia indica L.[永久]香港植物標本室
- .   [2019-06-30]. （原始内容存档于2019-06-30） （中文）.